# San Román (Amieva)
San Román es un lugar y una parroquia del concejo asturiano de Amieva, en España.
En sus 7,64km² habitan un total de 17 personas (2011) que se reparten entre La Llana (La Yana) y San Román.
El lugar de San Román se halla a unos 640 metros de altitud media, en la Sierra de Amieva. En él viven 14 personas y se encuentra a 5 kilómetros de Sames, la capital del concejo.
Su principal fiesta se celebra el 9 de agosto en honor de San Román. A sus habitantes se los conoce como los de la vicaría.